# Base Maitri
La Base Maitri è la seconda stazione di ricerca permanente dell'India in Antartide facente parte del Programma nazionale antartico indiano (National Centre for Polar & Ocean Research - NCPOR ).

## Storia
Il nome fu suggerito dall'allora primo ministro Indira Gandhi. I lavori della stazione furono iniziati dalla spedizione indiana guidata dal dottor B. B. Bhattacharya che sbarcò in quella zona alla fine del dicembre 1984. Il dottor D. P. Joshi, il chirurgo della squadra, fu il primo comandante del campo tendato di Maitri. Le prime capanne furono avviate dalla IV spedizione in Antartide e completate nel 1989, poco prima che la prima base indiana fosse sepolta dal ghiaccio e abbandonata tra il 1990 e il 1991. La base Maitri è situata nella regione montuosa rocciosa chiamata oasi Schirmacher e si trova a soli 5 chilometri (3,1 miglia) dalla stazione russa Novolazarevskaya.
L'India sta progettando di sostituire questa stazione di ricerca entro il 2029.

## Strutture
La stazione dispone di strutture moderne per la ricerca in varie discipline, come biologia, scienze della terra, glaciologia, scienze dell'atmosfera, meteorologia, ingegneria delle regioni fredde, comunicazione, fisiologia umana e medicina. La base ospita 25 persone in inverno e fino a 45 in estate. L'acqua dolce viene fornita attraverso un lago d'acqua dolce chiamato lago Priyadarshini.

### Campo d'aviazione
Nelle vicinanze della base, a circa 10 chilometri (6,2 miglia) a sud-ovest, è presente una pista per il decollo e l'atterraggio di piccoli aerei gestita dall'Antarctic Logistics Center International (ALCI) per il rifornimento di questa base e della stazione russa Novolazarevskaya.